# Balanus
Balanus är ett släkte av kräftdjur som beskrevs av Da Costa 1778. Balanus ingår i familjen havstulpaner.

## Bildgalleri

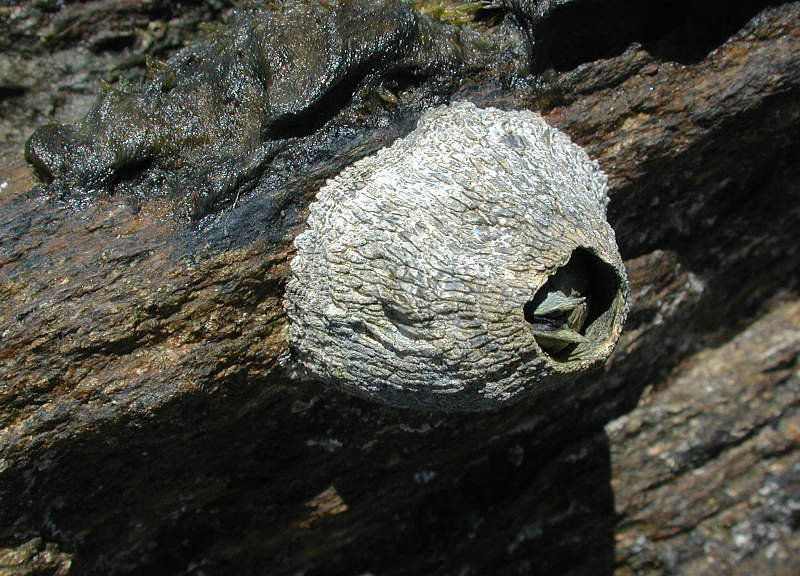
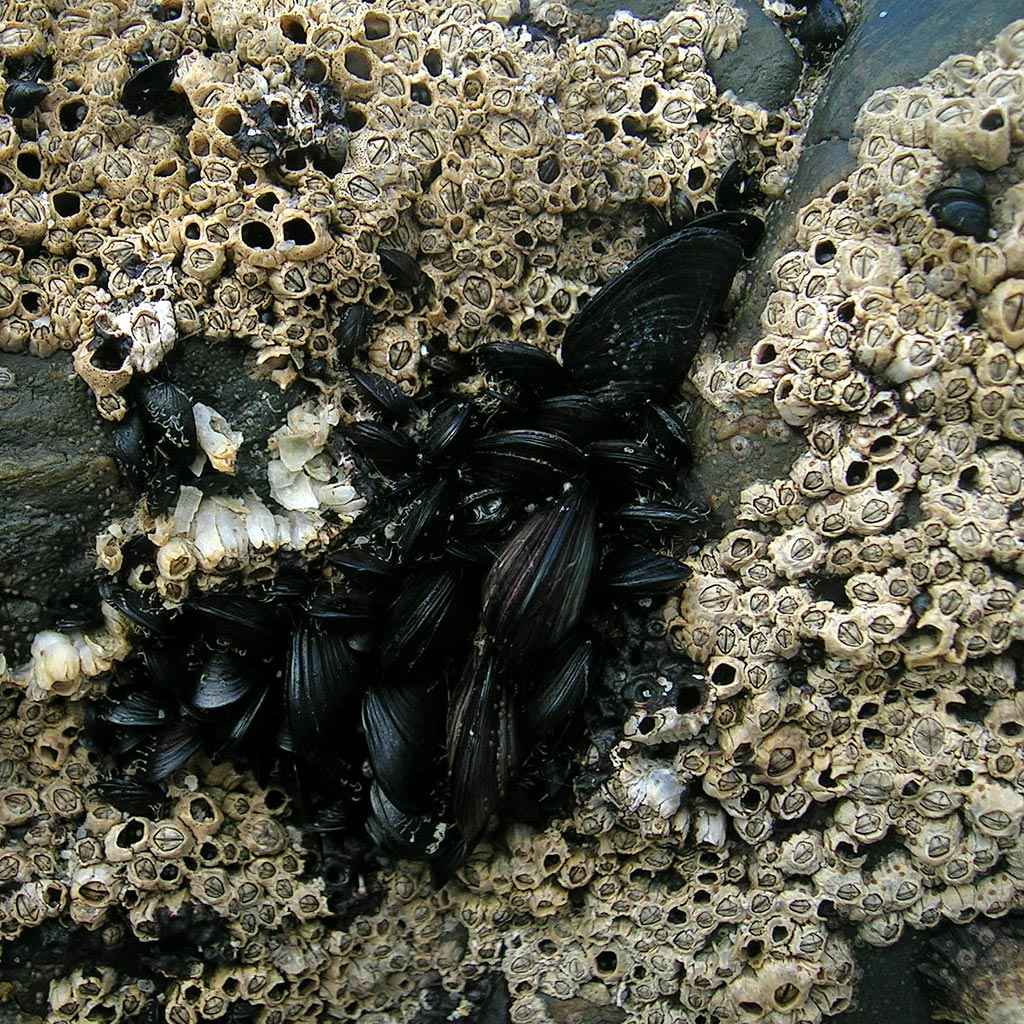
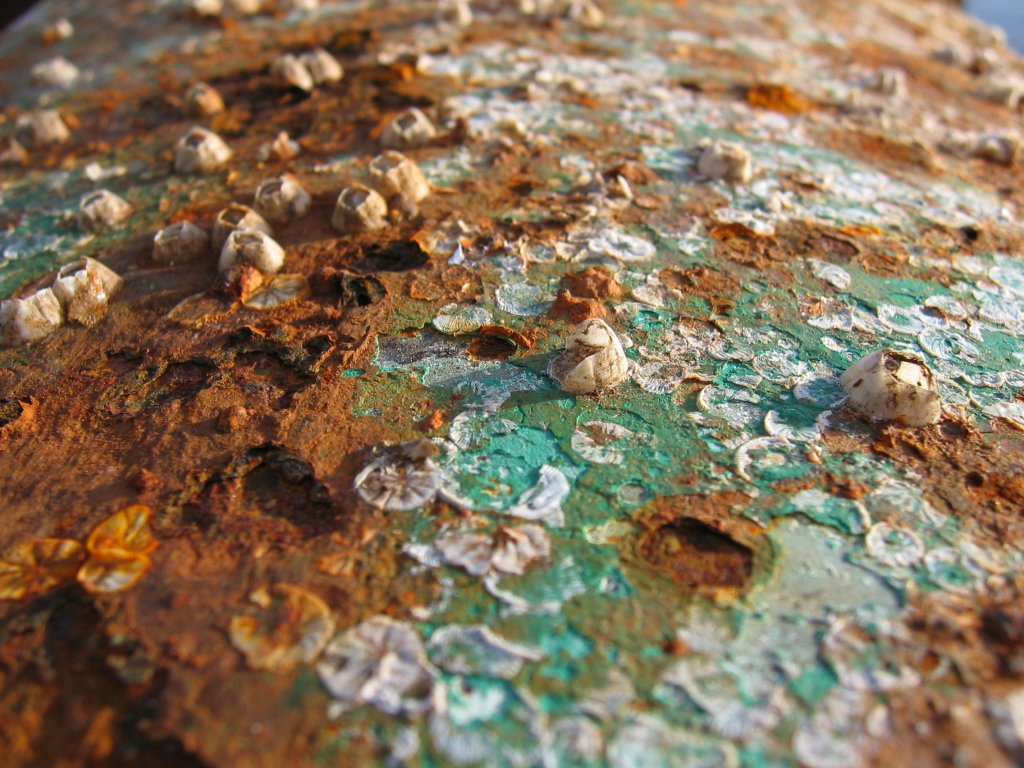
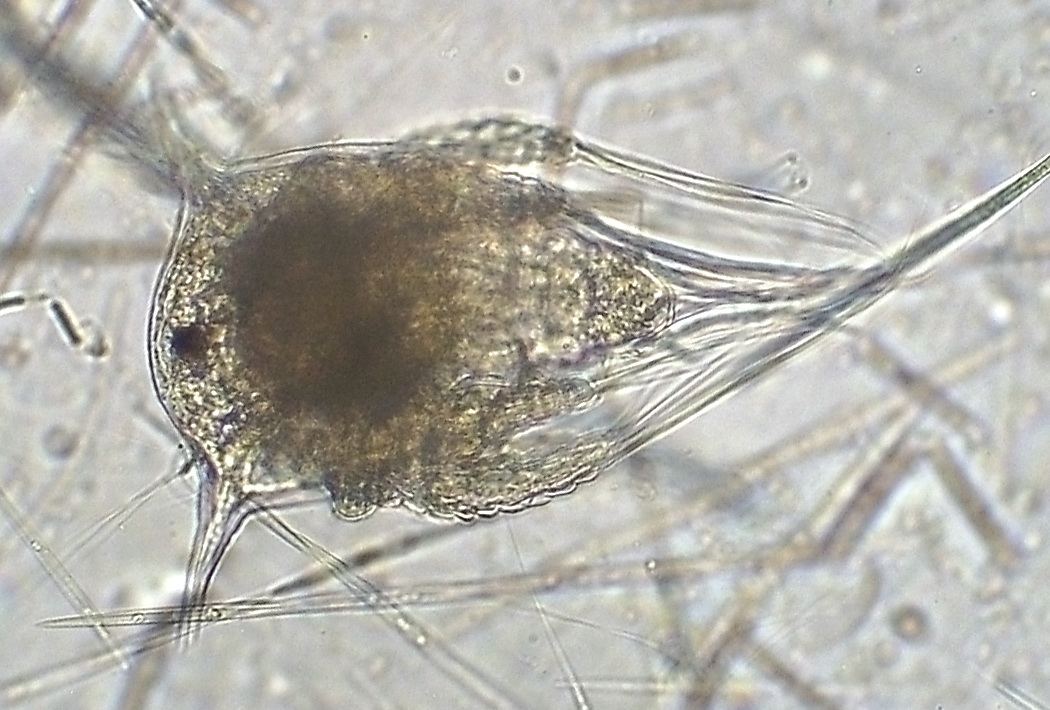
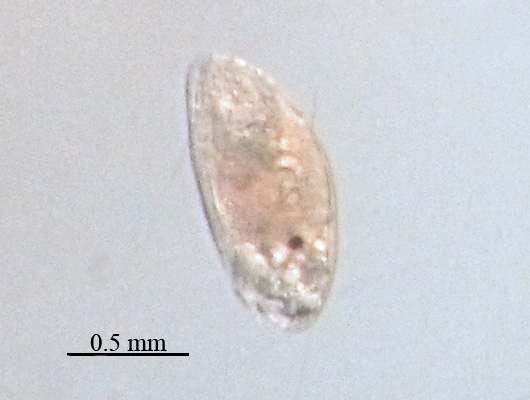
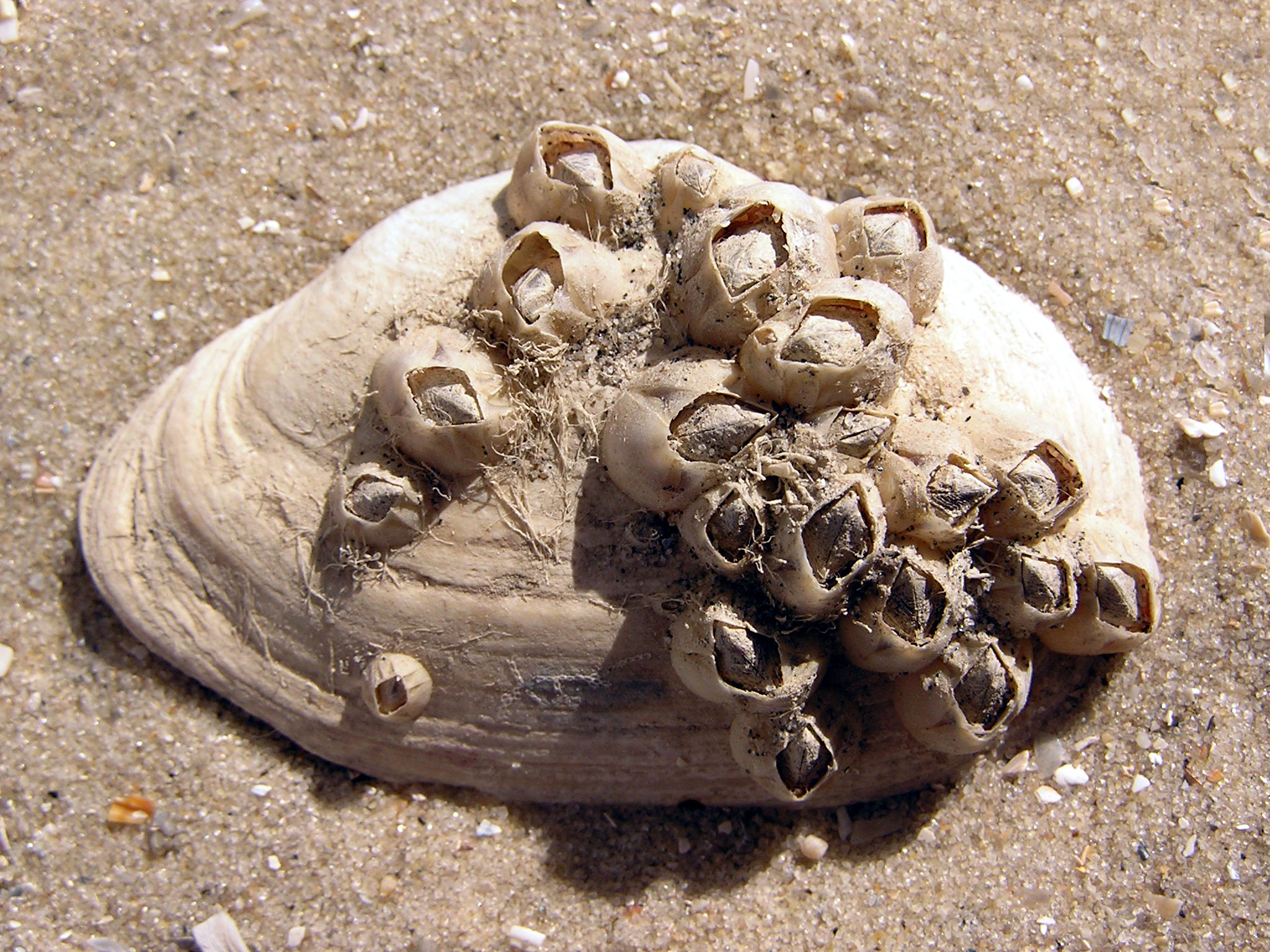

## Dottertaxa tillBalanus, i alfabetisk ordning[1][2]
- Balanus amphitrite
- Balanus aquila
- Balanus balanus
- Balanus calidus
- Balanus crenatus
- Balanus decorus
- Balanus eburneus
- Balanus engbergi
- Balanus flos
- Balanus flosculus
- Balanus galeatus
- Balanus glandula
- Balanus hoekianus
- Balanus improvisus
- Balanus laevis
- Balanus merrilli
- Balanus nubilis
- Balanus nubilus
- Balanus pacificus
- Balanus pentacrini
- Balanus perforatus
- Balanus regalis
- Balanus reticulatus
- Balanus rostratus
- Balanus spongicola
- Balanus subalbidus
- Balanus tintinnabulum
- Balanus trigonus
- Balanus venustus
- Balanus vestitus